# استفان لگارک
استفان لگارک (انگلیسی: Stéphane Le Garrec؛ زادهٔ ۷ آوریل ۱۹۶۹) بازیکن فوتبال اهل فرانسه است. وی اکنون سرمربی تیم Pontivy است.
از باشگاه‌هایی که در آن بازی کرده‌است می‌توان به باشگاه فوتبال گنگام، باشگاه فوتبال رن، و باشگاه فوتبال لوریان اشاره کرد.
وی همچنین در تیم ملی فوتبال Brittany بازی کرده‌است.